# Mary Adelaide Nutting

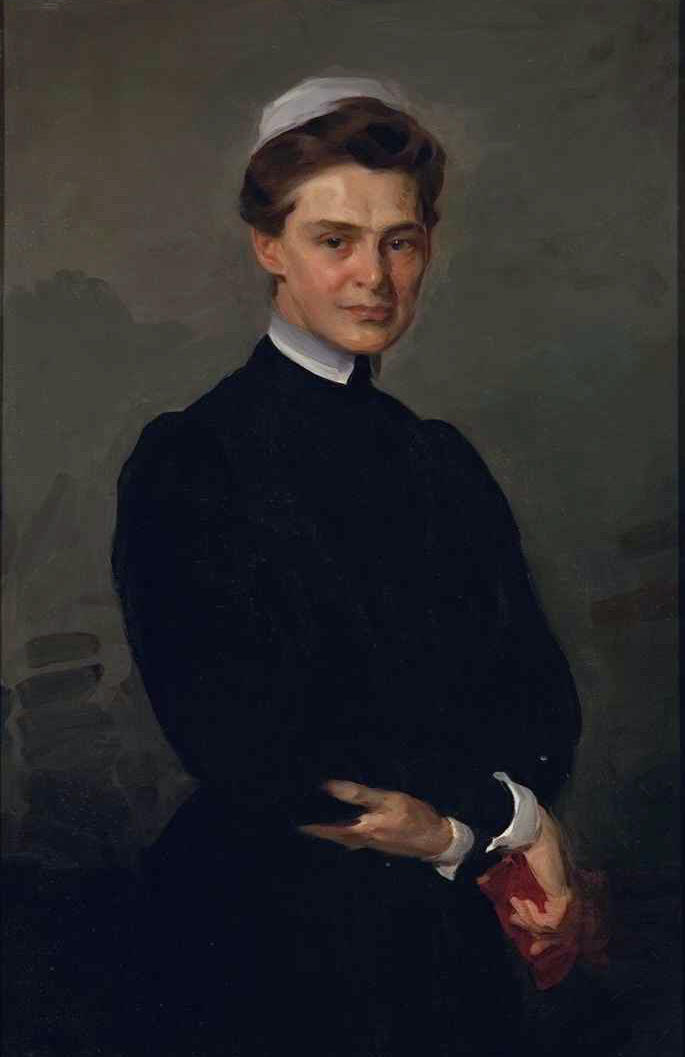
Mary Adelaide Nutting

Mary Adelaide Nutting (* 1. November 1858 in Frost Village, Québec, Kanada; † 3. Oktober 1948 in White Plains (New York)) war eine kanadische Krankenschwester, Pflegehistorikerin und Professorin für Krankenpflege.

## Leben
Ihre Jugendzeit verbrachte Mary Adelaide Nutting in Waterloo, Québec. Nach Beendigung der Schulzeit studierte sie Kunstgeschichte und arbeitete als Lehrerin. Sie begann, sich für die Arbeiten von Florence Nightingale zu interessieren. Im Alter von 31 Jahren wurde Nutting 1889 eine von 17 Studierenden des ersten Jahrgangs der Krankenpflegeausbildung der „Johns Hopkins school of nursing“ in Baltimore. Sie beendete die Klasse als Viertbeste. 1891 wurde ihre Fallbeschreibung eines Typhuskranken in der Fachzeitschrift „Trained Nurse“ mit dem ersten Preis ausgezeichnet. Nutting wurde als Nachfolgerin von Isabel Hampton Robb Direktorin der Johns Hopkins Krankenpflegeschule. Sie setzte am Johns Hopkins Hospital den Achtstundentag in der Krankenpflege durch und hob die Dauer der Krankenpflegeausbildung auf drei Jahre an. Das Johns Hopkins Hospital stand seit dem Jahr 1889 unter Leitung des kanadischen Klinikers Sir William Osler, der sich auch mit Fragen medizinischer Ausbildung befasste und als Medizinhistoriker tätig war. Oslers Arbeiten inspirierten Mary Adelaide Nutting und ihre Mitstreiterin Lavinia Dock.

### Arbeiten zur Geschichte der Krankenpflege
In den Jahren am Johns Hopkins Hospital sammelte sie Material zur Geschichte der Krankenpflege, was sie als vierbändiges Werk in den Jahren zwischen 1907 und 1912 gemeinsam mit Lavinia Dock unter dem Titel „A History of Nursing“ herausgab. Nutting und Dock bezogen sich in ihrer „Geschichte der Krankenpflege“ fundamental auf Pjotr Alexejewitsch Kropotkin. Für Kropotkin stand außer Frage, dass in der Natur ein „Gesetz der gegenseitigen Hilfe“ walte. Ein über einen langen Zeitraum herausgebildeter Instinkt lehre Mensch und Tier die Sinnhaftigkeit gegenseitiger Hilfe, also auch die Sinnhaftigkeit von Pflege. Das Standardwerk von Mary Adelaide Nutting und Lavinia Lloyd Dock markierte den Beginn der modernen historischen Pflegeforschung, wenngleich es methodische Schwächen enthielt.

### Erste weltweite Professur für Krankenpflegeausbildung
1910 wurde zunächst unter der Stellenbezeichnung „Professor of Domestic Administration“ (Krankenhausbetriebslehre) eine Stelle als Hochschullehrerin für Mary Adelaide Nutting am Teachers College der Columbia-Universität in New York City geschaffen. Die Stelle wurde später umbenannt in „Professor of Nursing Education“. Mary Adelaide Nutting hielt somit die erste Professur weltweit für Krankenpflegeausbildung inne. Nutting konzipierte für die Krankenpflegeausbildung ein Stufenschema, das von der Grundschulausbildung bis zur Hochschulausbildung reichte. So sollte der Zugang zur Krankenpflegeausbildung auch jungen Menschen aus bildungsfernen Schichten ermöglicht werden.
Während des Ersten Weltkriegs arbeitete Nutting eng mit der Präsidentin des International Council of Nurses (ICN), Annie Warburton Goodrich, in Fragen der pflegerischen Versorgung verwundeter Soldaten zusammen.
Zu den Schülerinnen von Mary A. Nutting gehörte Effie (Euphemia) Jane Taylor, Präsidentin des International Council of Nurses von 1937 bis 1947.

## Ehrung
- Für ihre Verdienste um die Kriegskrankenpflege in beiden Weltkriegen wurde Mary Adelaide Nutting 1945 mit der „Liberty Science Medal“ ausgezeichnet.

## Werke
- Zusammen mit Lavinia Dock: A history of Nursing. G.P. Putnam’s Sons, New York & London 1907–1912, 4 Bände, Band I (1907) (Digitalisat), Band II (1907) (Digitalisat), Band III (1912)(Digitalisat), Band IV (1912) (Digitalisat)
  - Agnes Karll (Übersetzerin). Mary Adelaide Nutting und Lavinia Dock. Geschichte der Krankenpflege. D. Reimer, Berlin 1910–1913 Band I (1910) (Digitalisat) Band II (1911) (Digitalisat) Band III (1913) (Digitalisat)
- A Sound Economic Basis for Schools of Nursing, G.P. Putnam’s Sons, NYC, 1925.